# Empis tridentata
Empis tridentata är en tvåvingeart som beskrevs av Daniel William Coquillett 1901. Empis tridentata ingår i släktet Empis och familjen dansflugor. Inga underarter finns listade i Catalogue of Life.